# فلبورغ
فلبورغ (بالألمانية: Velburg) هي بلدة ألمانية تقع في ألمانيا في مقاطعة نويماركت إن دير أوبربفالتز ‏. يقدر عدد سكانها بـ 5,247 نسمة .

## معرض صور

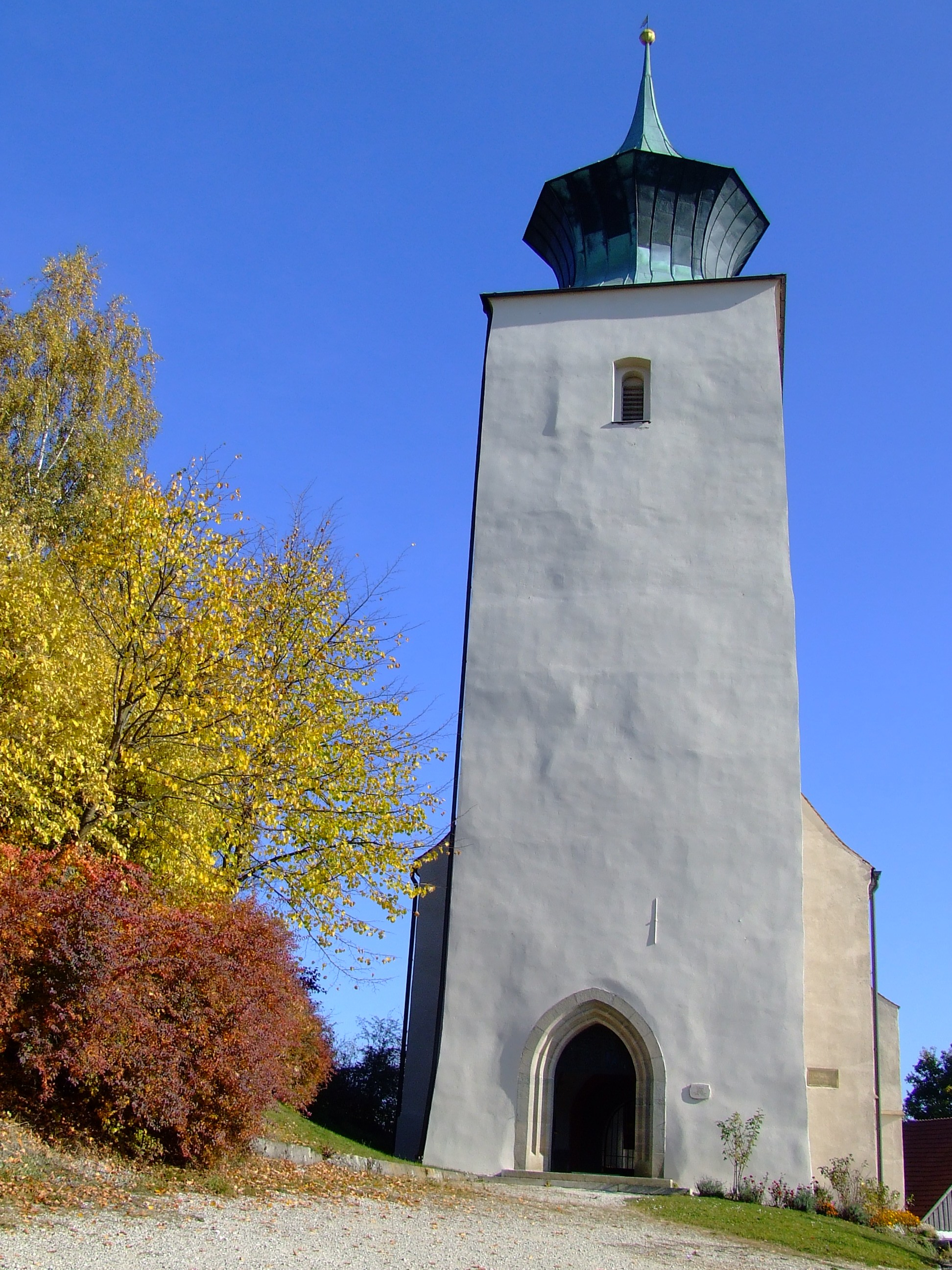
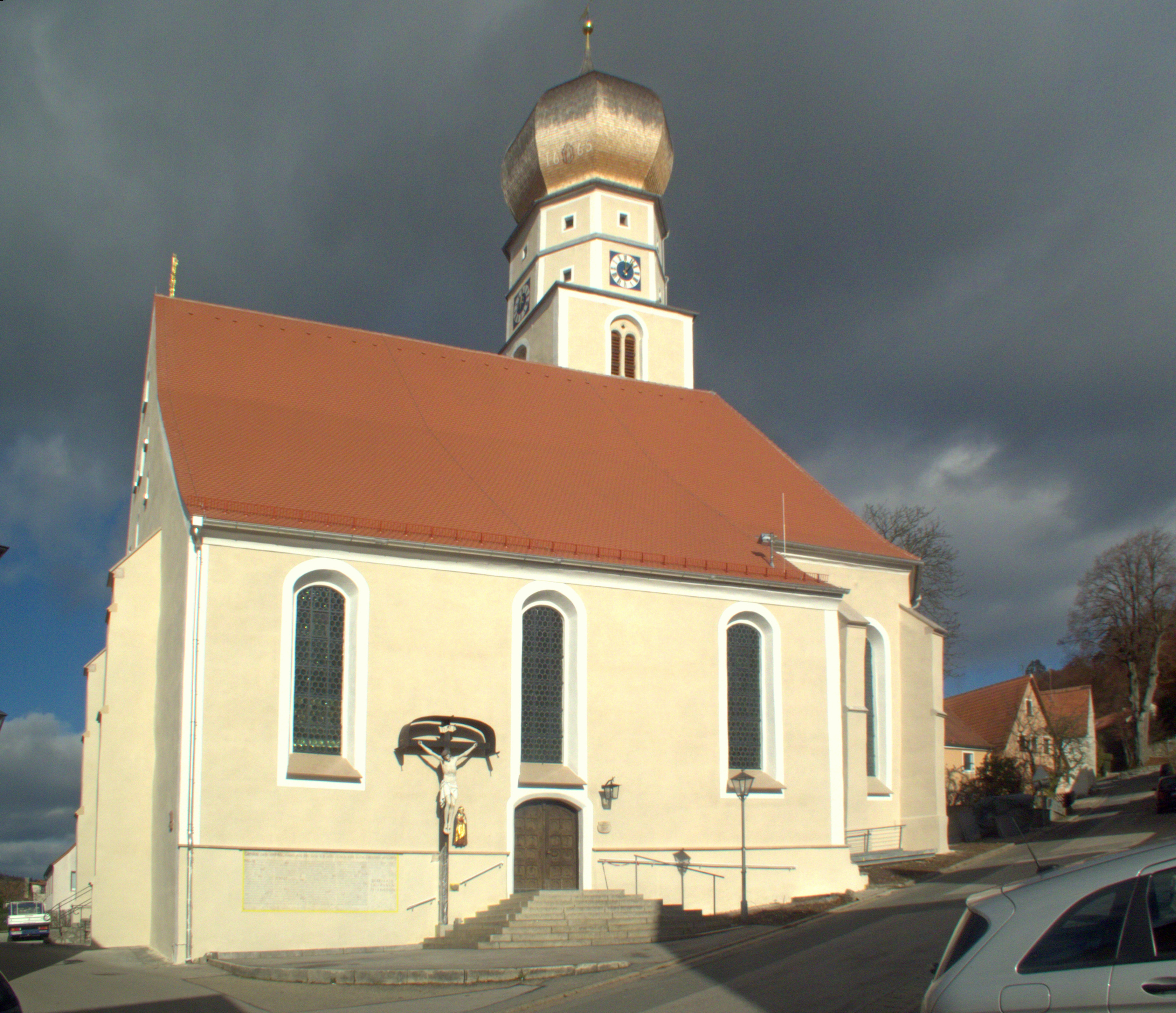
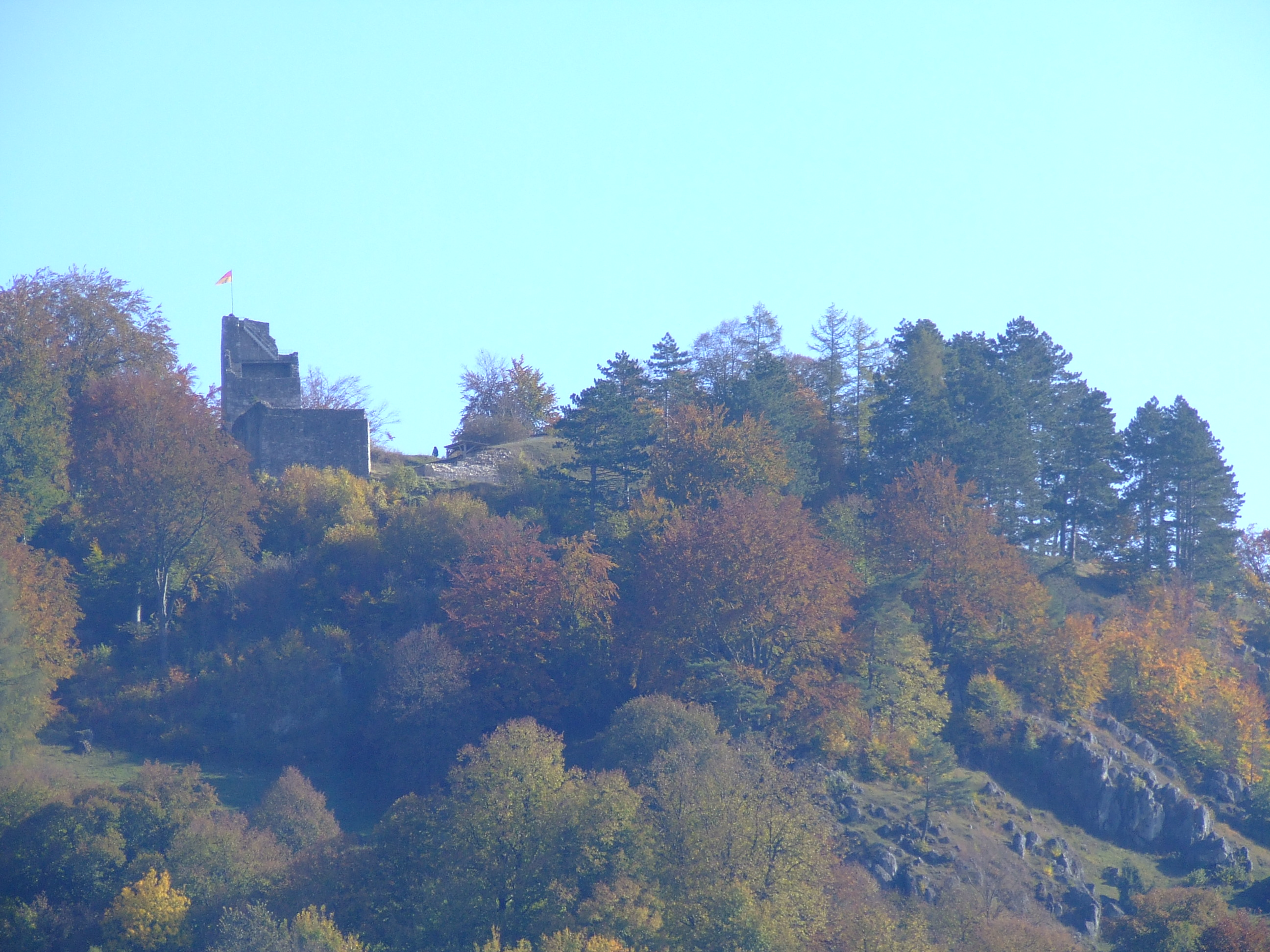
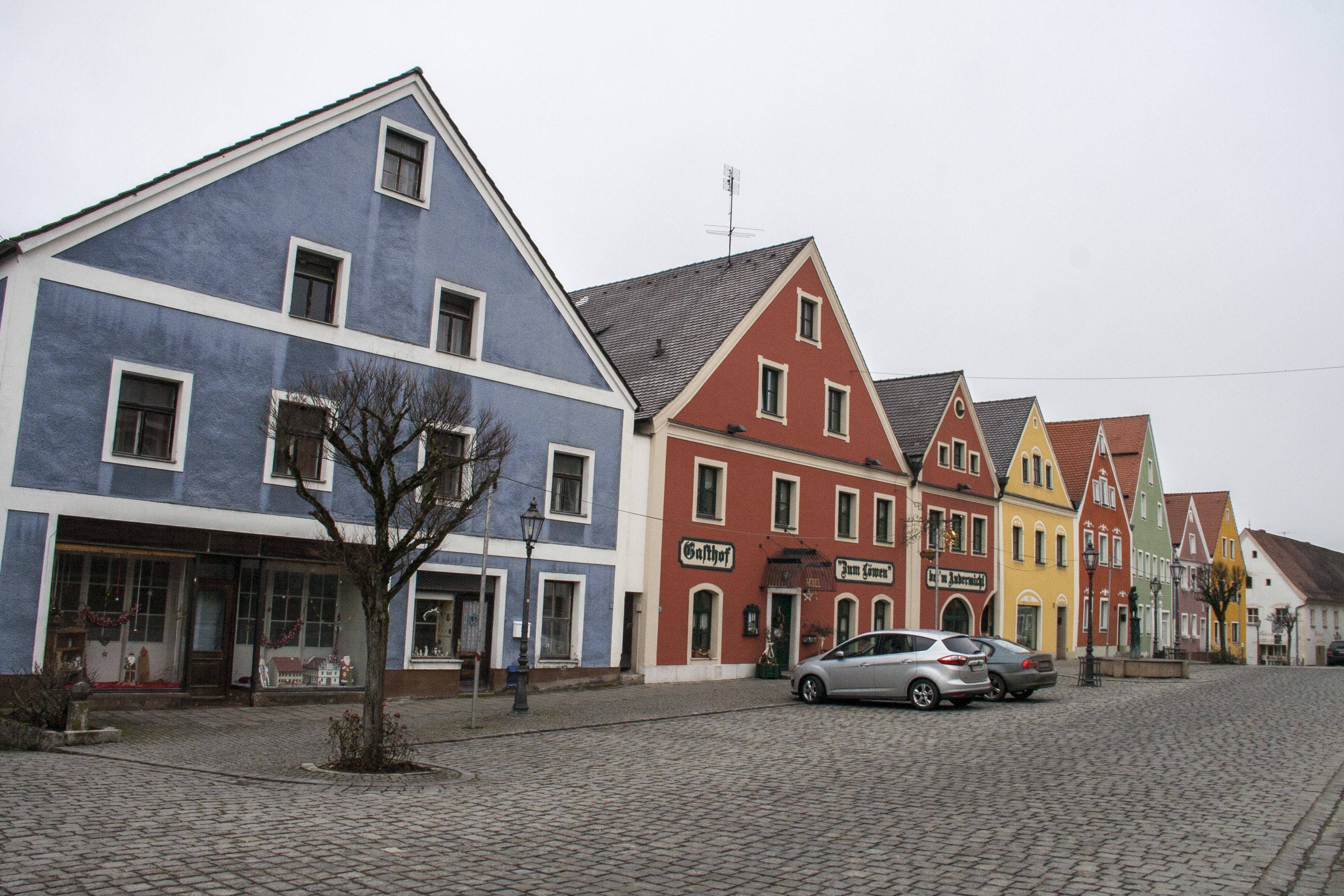